# Lukavice (district de Chrudim)
Pour les articles homonymes, voir Lukavice.
Lukavice (en allemand : Groß Lukawitz) est une commune du district de Chrudim, dans la région de Pardubice, en République tchèque. Sa population s'élevait à 884 habitants en 2022.

## Géographie
Lukavice se trouve à 8 km au sud-est du centre de Chrudim, à 17 km au sud-sud-est de Pardubice et à 103 km à l'est-sud-est de Prague.
La commune est limitée par Slatiňany et Orel au nord, par Bítovany et Žumberk à l'est, par Nasavrky au sud et par Svídnice à l'ouest.

## Histoire
La première mention écrite de la localité date de 1312.

## Administration
La commune se compose de six sections :
- Loučky
- Lukavice
- Lukavička
- Radochlín
- Vížky
- Výsonín

## Galerie

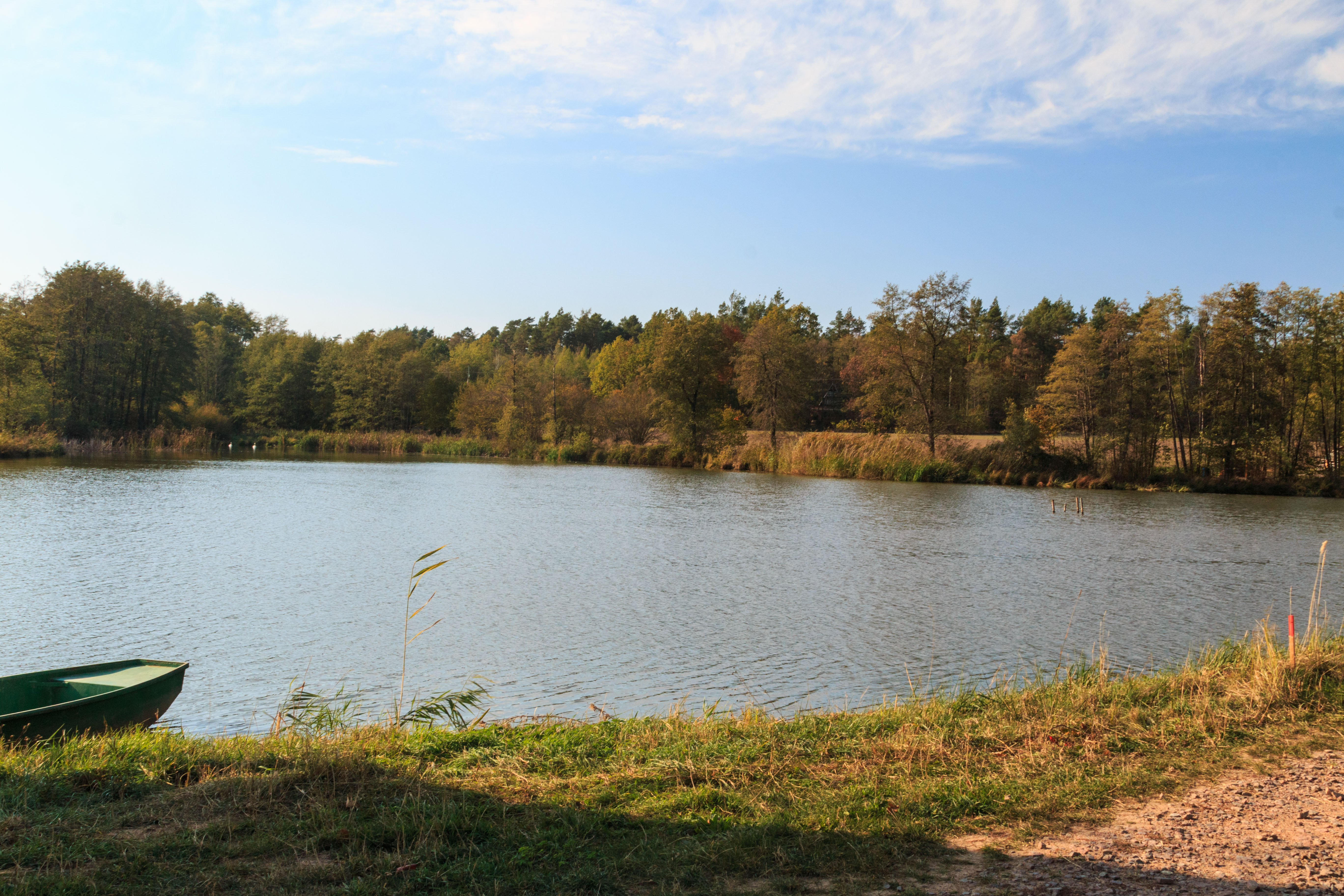
Étanf à Loučky.
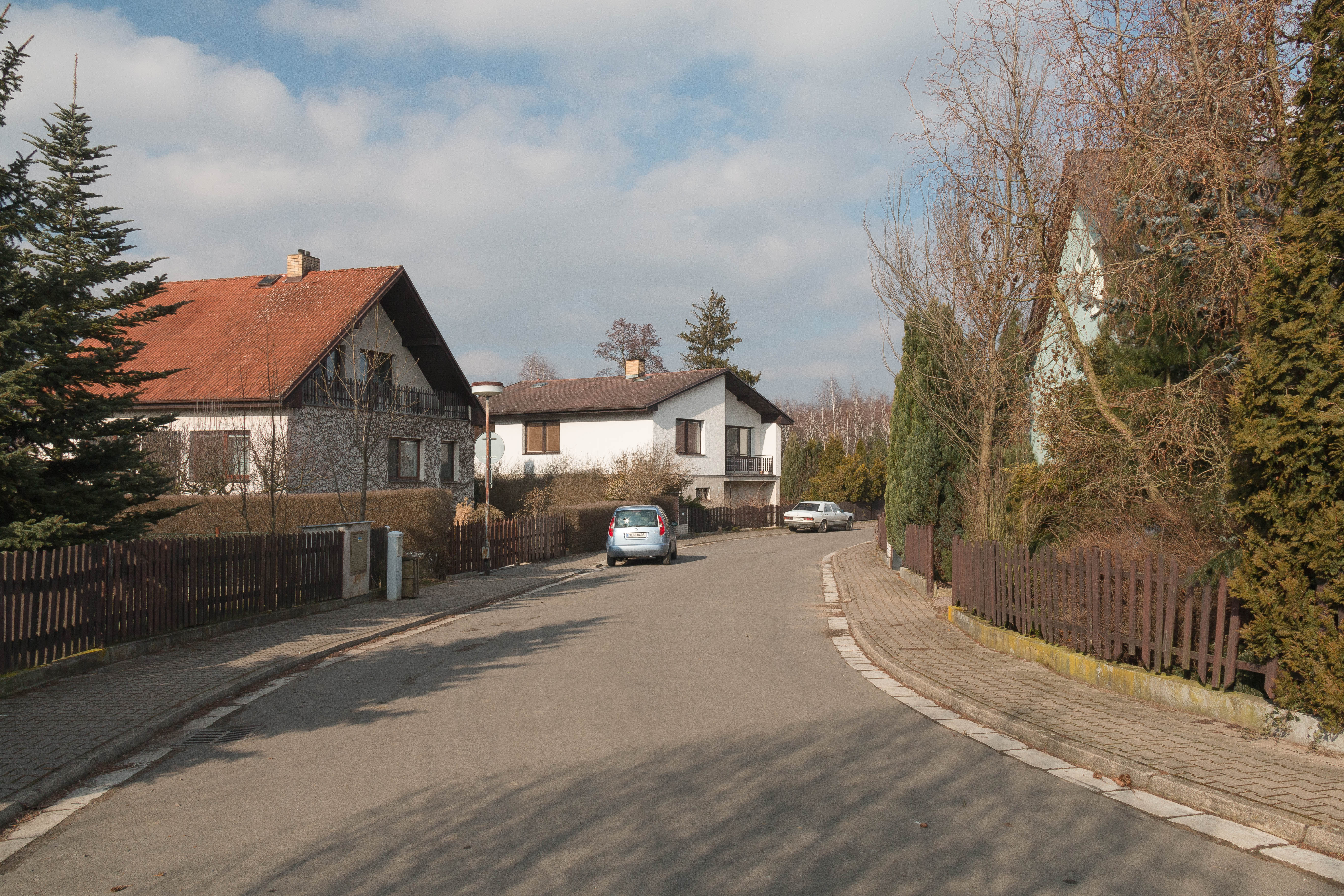
Lukavička.

## Transports
Par la route, Lukavice se trouve à 4 km de Slatiňany, à 9 km de Chrudim, à 19 km de Pardubice et à 121 km de Prague. 